# MACS J1149 Lensed Star 1

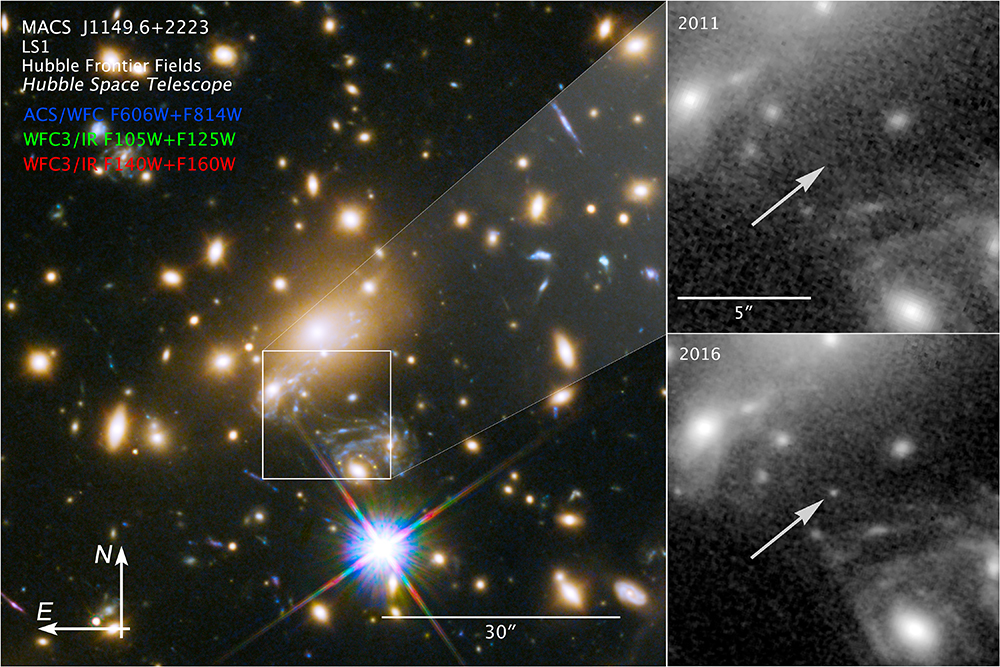
Nachweis von MACS J1149 Lensed Star 1
Ein galaktischer Cluster (links) vergrößert einen entfernten Stern (Icarus) mehr als 2.000-fach, so dass er 2016 von der Erde aus sichtbar wurde (unten rechts), 9 Milliarden Lichtjahre entfernt – obwohl er 2016 sichtbar war, war der Stern 2011 nicht sichtbar (oben rechts).

MACS J1149 Lensed Star 1, von seinen Entdeckern um Patrick Kelly Icarus genannt, ist ein Blauer Überriese. Der Stern hat eine Rotverschiebung von z=1.49, was in etwa einer Entfernung von 9 Milliarden Lichtjahren entspricht. Der Überriese ist nur dank eines extremen Gravitationslinseneffekts des Galaxiehaufens MACS J1149 in Kombination mit einem weiteren kompakten Objekt mit etwa drei Sonnenmassen sichtbar. Diese Objekte, welche sich vor dem Stern befinden, verstärken dessen Licht etwa 2000-fach.
Entdeckt wurde MACS J1149 Lensed Star 1 am 29. April 2016 zufällig auf einer Infrarot-Aufnahme des Hubble-Weltraumteleskops. Eigentliches Ziel war die Erforschung der Refsdal Supernova. Die mitbewegte Entfernung des Sterns beträgt 14,4 Milliarden Lichtjahre. Stand April 2022 ist nur ein noch weiter entfernter Stern, Earendel, bekannt.